# Blue Systems
Blue Systems ist ein deutsches Software-Unternehmen, das 2012 die Entwicklung von Kubuntu übernahm, nachdem Canonical die offizielle Unterstützung eingestellt hatte, diese aber seinerseits 2015 aufgab. Ähnlich wie Canonical, so ist auch Blue Systems von einem philanthropischen Multimillionär gegründet worden mit dem Ziel, Linux und freie Software zu unterstützen. Mehrere bekannte KDE-Entwickler sind bei Blue Systems angestellt. Laut dem angestellten Softwareentwickler Aurélien Gâteau hatte Blue Systems 2012 noch kein „Business Model“, mit dem sie Gewinn machen könnten.

## Hintergrund
Blue Systems wurde von dem deutschen Geschäftsmann Clemens Tönnies Jr. gegründet. Er ist der Sohn des verstorbenen Bernd Tönnies, der die große Fleischproduktionsfirma Tönnies Lebensmittel 1971 gegründet hatte. Clemens Tönnies Jr. erbte 25 % der Firma Tönnies Lebensmittel, verließ sie jedoch und übertrug die Aktien seinem Bruder Robert, der nun 50 % besitzt.  Die anderen 50 % sind im Besitz des Bruders des Verstorbenen, Clemens Tönnies Sr., welcher auch der Vorsitzende von FC Schalke 04 war.
Die IT-Website Golem.de veröffentlichte im Juli 2012 ein Feature über Tönnies Jr., demzufolge er Informatik studiert hat, zu dem Zeitpunkt 36 Jahre alt war und als Philanthrop beschrieben wurde.

## Geschichte
Blue Systems machte sich zuerst einen Namen durch die Kubuntu-basierte Linux-Distribution Netrunner, die im März 2010 zum ersten Mal veröffentlicht wurde.
Im Februar 2012 gab Clement Lefebvre von der auf Ubuntu/Kubuntu basierenden Distribution Linux Mint bekannt, dass Blue Systems ein Sponsor der KDE-Variante von Mint wird.
Nachdem Canonical im Februar 2012 die Unterstützung für Kubuntu zurückgezogen hatte, übernahm Blue Systems diese Rolle zum im Mai 2012 beginnenden Release-Zyklus 12.10.
Blue Systems erhielt weiterhin Aufmerksamkeit, als sie im Laufe des Jahres 2012 neun KDE-Entwickler einstellten.
Darunter sind Jonathan Riddell und Aurélien Gâteau, ehemalige Mitarbeiter von Canonical, die im April 2012 eingestellt wurden, und der langjährige KWin-Entwickler Martin Grässlin, der im Oktober 2012 ankündigte, zu Blue Systems zu wechseln, um ab Januar 2013 Vollzeit an KWin zu arbeiten.

## Kritik
Seit über fünf Jahren beschweren sich Nutzer immer wieder über schlechte Sicherheitseinstellungen von Blue Systems. Es wurden über Jahre hinweg unverschlüsselte Registrierungen in deren Support-Foren erzwungen – und damit eine Klartextübertragung des Benutzerpassworts. Mitarbeiter des Blue-Systems-Unternehmens bestätigen die fehlende Grundbereitschaft des Geschäftsführers, sichere Systeme einzusetzen oder die vorhandenen abzusichern. Sicherheit wird als „lästig“ betrachtet. Dies spiegeln aktuell auch die Sicherheitstellungen der zentralen Unternehmenswebsite wider, welche das allerschlechteste Sicherheitsrating erreicht. Die gleichen Sicherheitsprobleme finden sich beim Projekt Netrunner. Die Firma Hive01 gehört ebenfalls Blue Systems und betreibt den Dienst Plingstore, auf dem unter anderem der Kubuntu App Store aufbaut. Am 22. Juni 2021 wurde von dem IT-Sicherheitsjournalisten Hanno Böck über die Remote-Code-Execution-Sicherheitslücke im Plingstore berichtet sowie darüber, dass mehrere Versuche, die Verantwortlichen zu informieren, scheiterten.